# Mistrzostwa Polski w Narciarstwie Alpejskim 2019
Mistrzostwa Polski w Narciarstwie Alpejskim 2019, właśc. Międzynarodowe Mistrzostwa Polski w Narciarstwie Alpejskim 2019 – 88. edycja mistrzostw, która odbyła się na trasie Palenica 1 w Szczawnicy w dniach 22–24 stycznia 2019 roku.

## Medaliści

### Mężczyźni
| Konkurencja       | Złoto                            | Wynik   | Srebro                                 | Wynik   | Brąz                                  | Wynik   |
| ----------------- | -------------------------------- | ------- | -------------------------------------- | ------- | ------------------------------------- | ------- |
| Slalom            | Piotr Habdas AZS-AWF Katowice    | 1:47,08 | Jędrzej Jasiczek SNA Ski Team Zakopane | 1:48,91 | Dominik Białobrzycki AZS-AWF Katowice | 1:49,21 |
| Slalom gigant     | Piotr Habdas AZS-AWF Katowice    | 1:38,25 | Michał Jasiczek SNA Ski Team Zakopane  | 1:38,63 | Adam Chrapek AZS-AWF Katowice         | 1:38,91 |
| Slalom równoległy | Michał Michalik AZS-AWF Katowice |         | Alex Chyc AZS Zakopane                 |         | Norbert Wróbel KN Siepraw-Ski         |         |

### Kobiety
| Konkurencja       | Złoto                                  | Wynik   | Srebro                                 | Wynik   | Brąz                          | Wynik   |
| ----------------- | -------------------------------------- | ------- | -------------------------------------- | ------- | ----------------------------- | ------- |
| Slalom            | Sabina Majerczyk WKN Warszawa          | 1:54,31 | Katarzyna Wąsek SRS Czantoria Ustroń   | 1:59,83 | Oliwia Wróbel AZS Zakopane    | 2:01,48 |
| Slalom gigant     | Magdalena Łuczak UKS MitanSki Zakopane | 1:40,38 | Zuzanna Czapska WKN Warszawa           | 1:40,78 | Sabina Majerczyk WKN Warszawa | 1:41,74 |
| Slalom równoległy | Katarzyna Wąsek SRS Czantoria Ustroń   |         | Magdalena Łuczak UKS MitanSki Zakopane |         | Sabina Majerczyk WKN Warszawa |         |